# 圣若昂巴普蒂斯塔 (坎普马约尔)
圣若昂巴普蒂斯塔是葡萄牙波塔莱格雷区的一个堂区。总面积106.37平方公里，总人口4063人，人口密度38.2人/平方公里。